# مرتضی آقاخان
مرتضی آقاخان محلاتی (زادهٔ ۱۶ فروردین ۱۳۷۲) بازیکن فوتبال اهل ایران است که در پست مهاجم برای باشگاه فوتبال بعثت کرمانشاه بازی می‌کند.
وی همچنین سابقهٔ دعوت شدن به تیم ملی فوتبال امید ایران را در کارنامه دارد.

## تیم‌های پایه
آقاخان محصول آکادمی تیم‌های استیل آذین، مس رفسنجان و پیکان است.

## آمار باشگاهی

### مس رفسنجان
آقاخان در فصل ۲۰۱۳–۲۰۱۲ در لیگ برای تیم مس رفسنجان به میدان رفت.

### پیکان
مرتضی آقاخان در دوران حضور در باشگاه پیکان یکی از بازیکنان تأثیرگذار این تیم بود و گل‌های به یاد ماندنی را در این تیم به ثمر رساند. وی در لیگ هفدهم از روی ضربه ایستگاهی و با ضربه‌ای زیبا و پر قدرت به تیم پرسپولیس گل زد؛ با گل او پیکان در آن بازی پیروز شد. در پایان آن فصل، تیم پیکان در لیگ برتر پنجم شد.

### استقلال

#### فصل ۲۰۱۸–۲۰۱۹
در نخستین ساعات ۱۱ خرداد ۱۳۹۷، او با قراردادی سه ساله به استقلال تهران پیوست. او در همان ابتدای فصل مصدوم شد و مدتی را دور از میدان‌ها سپری کرد آقاخان در نیم فصل دوم به تمرینات استقلال اضافه شد و در یک بازی دوستانه برای این تیم به میدان رفت و توانست در آن دیدار برای استقلال گلزنی کند اما باز هم مصدومیت بد موقع در تمرینات استقلال باعث شد که او ادامه بازی‌ها را نیز از دست بدهد او در لیگ هجدهم هیچ بازی رسمی برای استقلال به میدان نرفت.

#### فصل ۲۰۱۹–۲۰۲۰
او این فصل را نیز با مصدومیت آغاز نمود حتی تا چند هفته در تمرینات این این تیم هم حاضر نشد.
مصدومیت‌های مداوم باعث شد این بازیکن نتواند در طول یک فصل و نیم حضورش در این تیم حتی یک بازی در ترکیب آبی‌پوشان انجام دهد.
او در مقطعی نامش از فهرست استقلال خارج شد و در ابتدای فصل دوباره نامش به جمع نفرات این تیم اضافه شد و امید زیادی داشت که با ورود به ترکیب تیم عملکرد خوبی داشته باشد و بتواند پس از انتظار طولانی هواداران این تیم برای حضورش در ترکیب استقلال نمایش خوبی در این تیم داشته باشد.
باشگاه به آقاخان پیشنهاد داده‌است که به صورت قرضی نیم فصل به تیم دیگری برود که این موضوع با موافقت این بازیکن همراه نشده‌است و او می‌خواهد با دریافت رضایت‌نامه اش به صورت قطعی از استقلال جدا شود.

## آمار حرفه ای
| عملکرد           | عملکرد           | عملکرد           | لیگ      | لیگ      | جام      | جام      | قاره‌ای | قاره‌ای | مجموع | مجموع |
| فصل              | باشگاه           | لیگ              | بازی     | گل       | بازی     | گل       | بازی   | گل     | بازی  | گل    |
| ایران            | ایران            | ایران            | لیگ برتر | لیگ برتر | جام حذفی | جام حذفی | آسیا   | آسیا   | مجموع | مجموع |
| ---------------- | ---------------- | ---------------- | -------- | -------- | -------- | -------- | ------ | ------ | ----- | ----- |
| ۲۰۱۲-۲۰۱۳        | مس رفسنجان       | لیگ آزادگان      | ۴        | ۰        | ۱        | ۰        | _      | _      | ۵     | ۰     |
| مجموع مس رفسنجان | مجموع مس رفسنجان | مجموع مس رفسنجان | ۴        | ۰        | ۱        | ۰        | _      | _      | ۵     | ۰     |
| ۲۰۱۳-۲۰۱۴        | پیکان            | لیگ آزادگان      | ۹        | ۳        | ۱        | ۰        | _      | _      | ۱۰    | ۳     |
| ۲۰۱۴-۲۰۱۵        | پیکان            | لیگ برتر         | ۱۲       | ۰        | ۰        | ۰        | _      | _      | ۱۲    | ۰     |
| ۲۰۱۵-۲۰۱۶        | پیکان            | لیگ آزادگان      | ۳۰       | ۸        | ۱        | ۰        | _      | _      | ۳۱    | ۸     |
| ۲۰۱۶-۲۰۱۷        | پیکان            | لیگ برتر         | ۲۰       | ۶        | ۱        | ۰        | _      | _      | ۲۱    | ۶     |
| ۲۰۱۷-۲۰۱۸        | پیکان            | لیگ برتر         | ۱۵       | ۶        | ۱        | ۰        | _      | _      | ۱۶    | ۶     |
| مجموع پیکان      | مجموع پیکان      | مجموع پیکان      | ۸۶       | ۲۳       | ۴        | ۰        | _      | _      | ۹۰    | ۲۳    |
| ۲۰۱۸-۲۰۱۹        | استقلال          | لیگ برتر         | ۰        | ۰        | ۰        | ۰        | ۰      | ۰      | ۰     | ۰     |
| ۲۰۱۹-۲۰۲۰        | استقلال          | لیگ برتر         | ۰        | ۰        | ۰        | ۰        | ۰      | ۰      | ۰     | ۰     |
| مجموع استقلال    | مجموع استقلال    | مجموع استقلال    | ۰        | ۰        | ۰        | ۰        | ۰      | ۰      | ۰     | ۰     |
| مجموع آمار       | مجموع آمار       | مجموع آمار       | ۹۰       | ۲۳       | ۵        | ۰        | ۰      | ۰      | ۹۵    | ۲۳    |

## ملی
وی سابقهٔ دعوت شدن به تیم ملی فوتبال امید ایران را در کارنامه دارد.

## افتخارات

### پیکان
- لیگ آزادگان
  - قهرمان (۱): ۱۳۹۵–۱۳۹۴